# 青部駅
青部駅（あおべえき）は、静岡県榛原郡川根本町青部にある、大井川鐵道大井川本線の駅である。

## 歴史
- 1931年（昭和6年）
  - 4月12日：下泉駅から青部（仮）駅までの運輸営業を開始[1]。駿河徳山駅から青部（仮）駅までのキロ程は1.9[1]。「駿河徳山、青部（仮駅）間は当分貨物（貸切扱）運輸営業のみ」とされた[1]。
  - 12月1日：青部（仮）駅から千頭駅までの運輸営業を開始[2]。青部駅を設置し、青部（仮）駅を廃止[2]。駿河徳山駅から青部駅までのキロ程は2.0[2]。
- 2022年（令和4年）9月24日：台風15号による土砂災害のため休止[3]。
- 2024年（令和6年）11月23日：土砂災害による休止以来、2年ぶりに千頭駅から当駅まで列車が走行[4]。

## 駅構造
単式1面1線のホームを持つ地上駅。無人駅である。木造駅舎を有する。
駅舎からホームへは、崎平駅側の構内踏切を利用する。

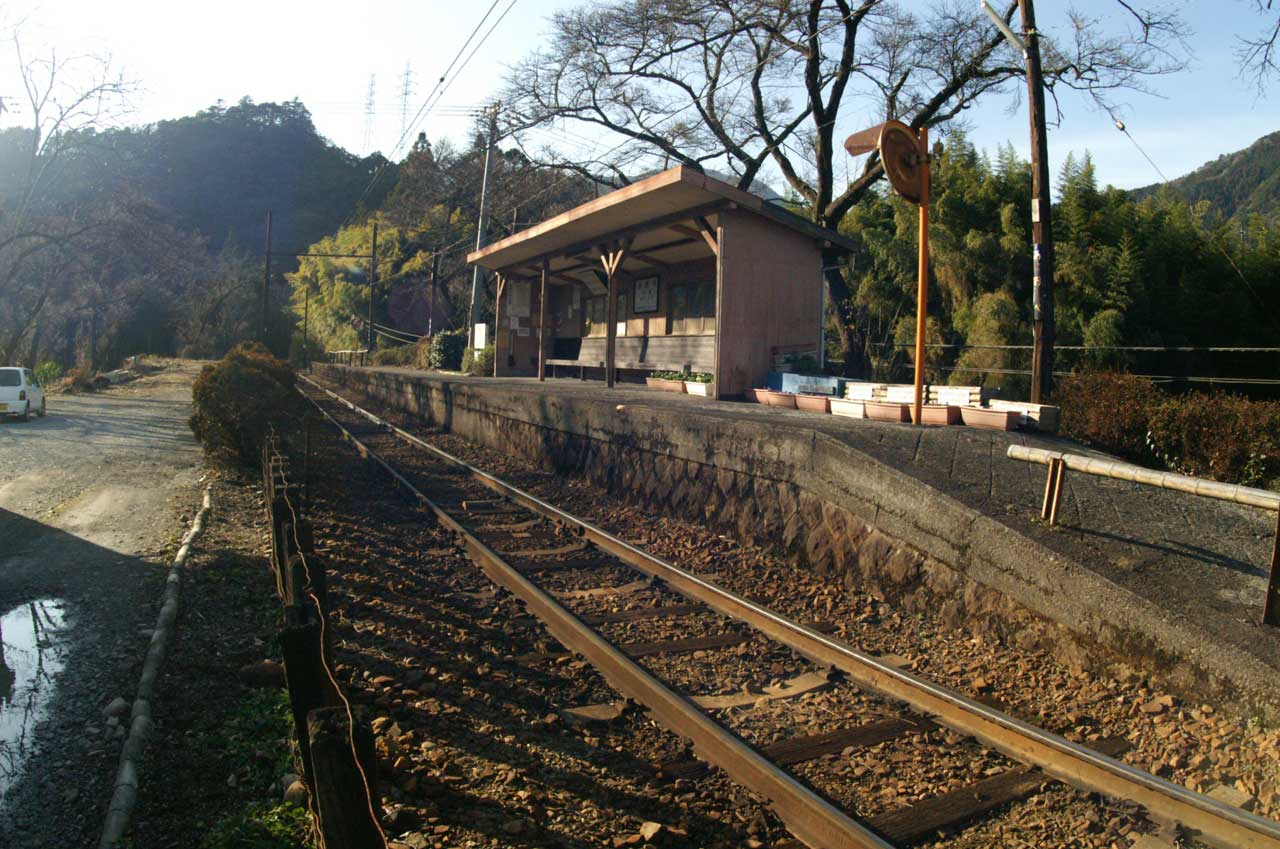
ホーム全景
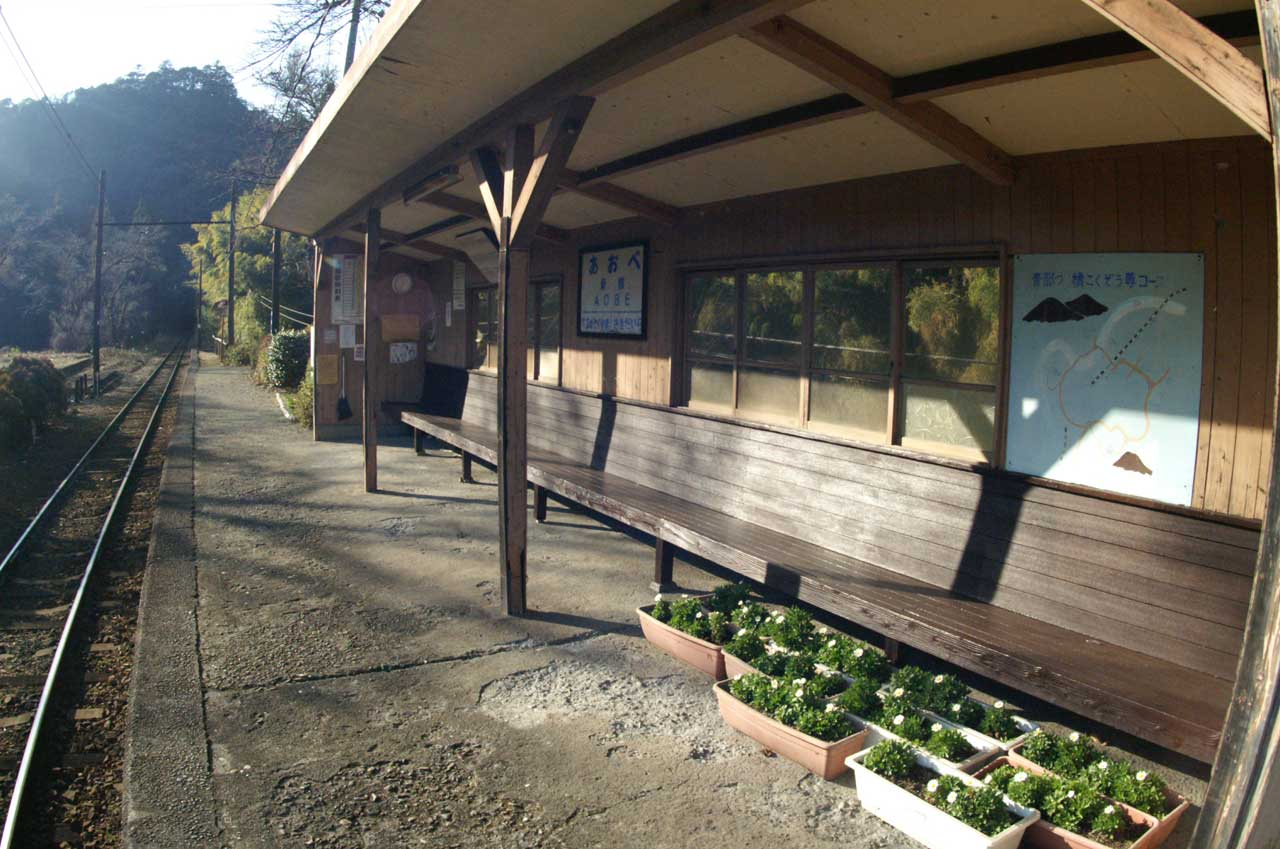
ホーム待合
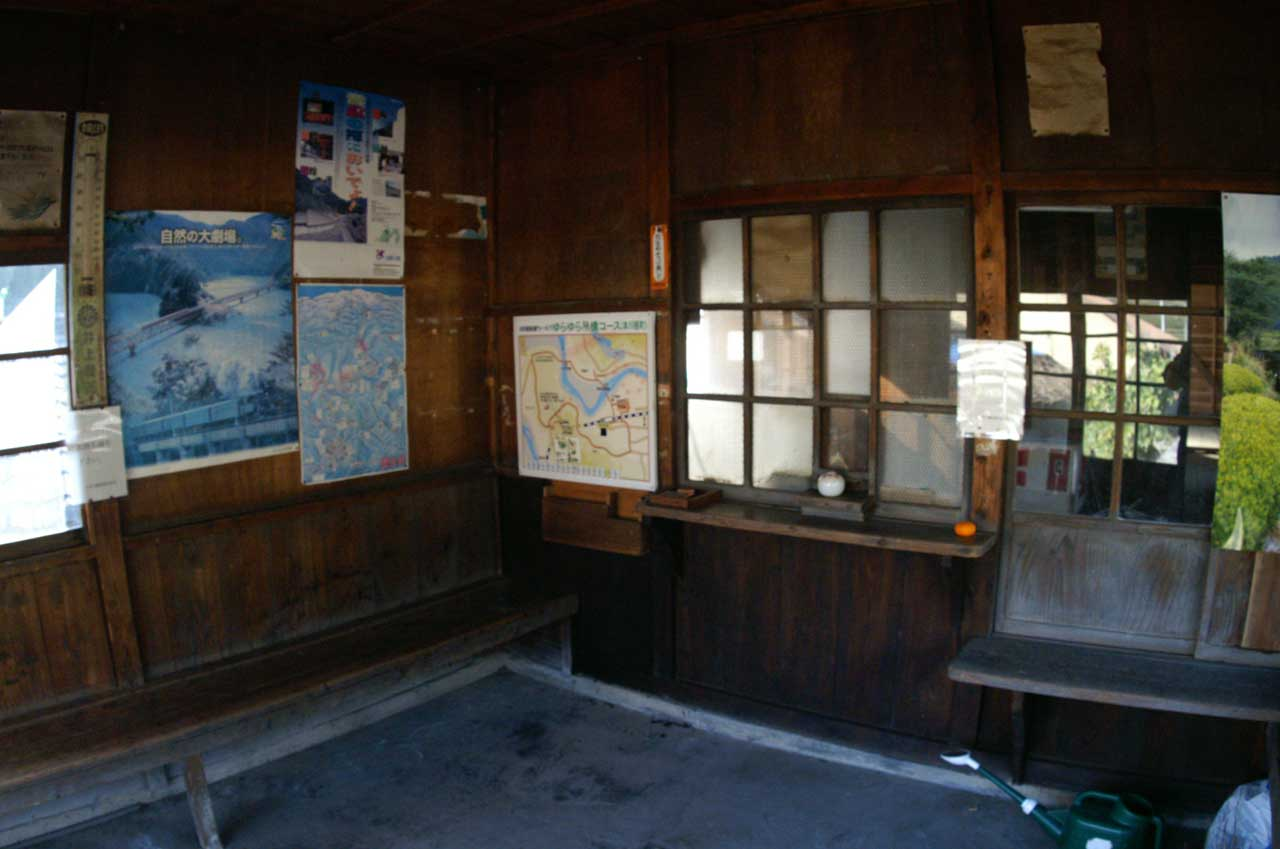
駅舎内部

## 利用状況
- 2007年度の1日平均乗車人員は19人（静岡県統計年鑑による）

## 駅周辺
- 青部吊橋 - 2013年から通行止め。青部集落と大井川発電所を結ぶため架橋された。2013年に河川の不法占用にあたるなどとして撤去されることになったが、地元住民の反対により存続が決まった。ただし、老朽化などの問題から通行止めのままとされた[5]。
- 元青部小学校 - 解体済み。廃校後は和光大学などによりセミナーハウスとして利用された。国道362号青部トンネルの建設に伴い解体された。

## その他
- 当駅は映画やテレビドラマのロケ地として使用されることがある。主な作品として、『炎の舞』・『砂の器』・『裸の大将』が挙げられる。

## 隣の駅
大井川鐵道
■大井川本線
駿河徳山駅 - 青部駅 - 崎平駅